# Raed Fares
Raed Fares (Gaza, 6 dicembre 1982) è un calciatore palestinese, difensore dell'Hilal Al-Quds e della Nazionale palestinese.

## Carriera

### Nazionale
Ha esordito in Nazionale nel 2010.